# 小叶毛茛
小叶毛茛（学名：Ranunculus microphyllus），为毛茛科毛茛属下的一个种。

## 扩展阅读
維基物種上的相關：小叶毛茛